# 카르메 차콘

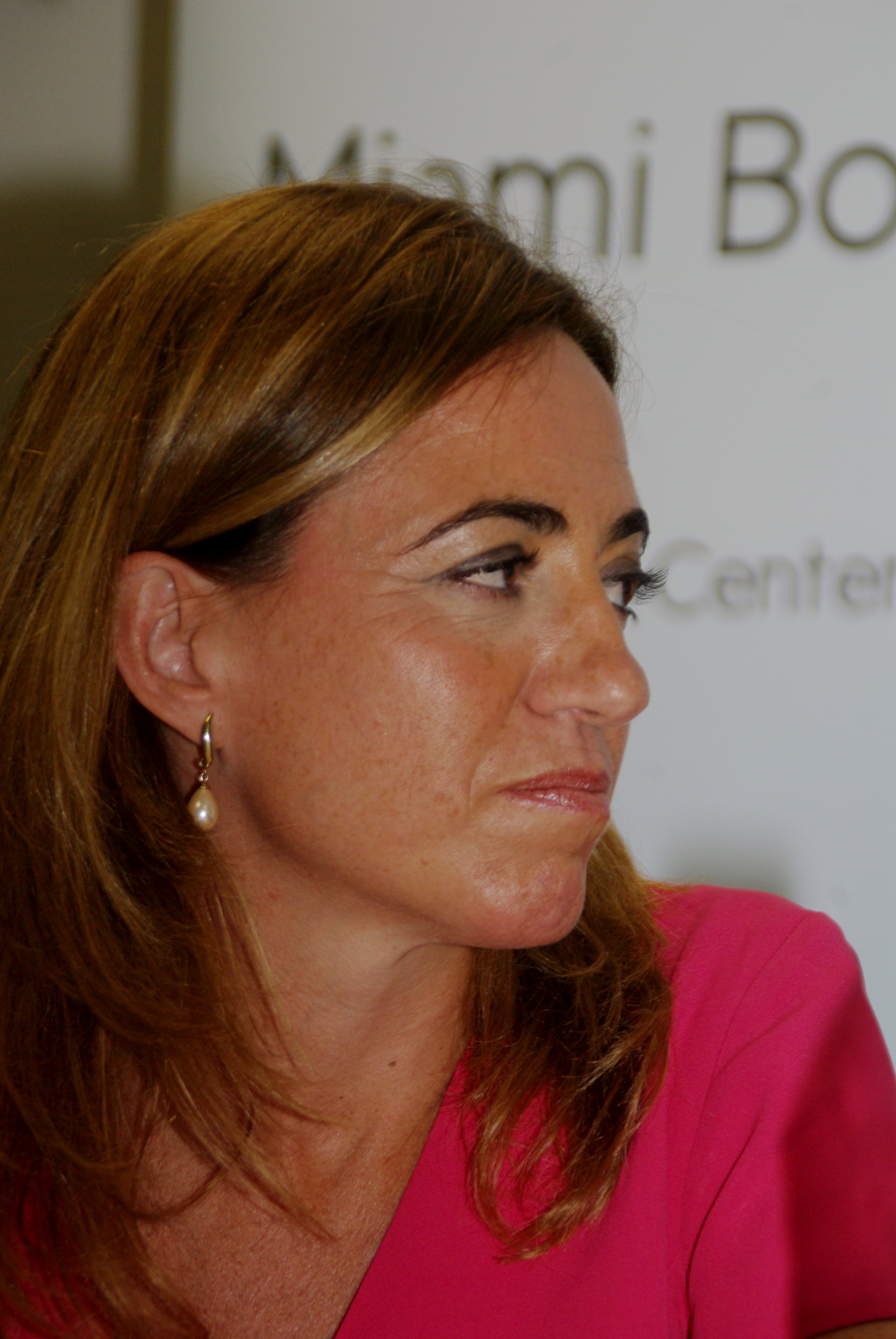
카르메 차콘

카르메 마리아 차콘 피케라스(스페인어: Carme María Chacón Piqueras, 카탈루냐어: Carme María Chacón Piqueras 카르메 마리아 카콘 피케라스, 1971년 3월 13일 ~ 2017년 4월 9일)는 스페인의 정치인으로 스페인 최초의 여성 국방부 장관을 지냈다.
재선에 성공한 호세 루이스 로드리게스 사파테로 총리의 2기 내각에서 스페인 최초의 여성 국방장관으로 임명된 카르메 차콘은 1기 내각 후반부에 주택부 장관을 지냈다.
그녀는 바르셀로나 대학교의 법학 학사학위와 박사학위를 가지고 있으며, 캐나다 토론토의 오스구드 홀 로스쿨, 킹스턴 대학교, 몬트리올 대학교에서 박사후 연수과정을 수행했다. 바르셀로나 대학교 헌법학 교수로 재임했다.
첫 아이의 임신 7개월째인 2008년 4월 19일, 아프가니스탄에 파견된 스페인 평화유지군을 전격 방문하자 그동안 그에게 쏟아지던 비판이 쑥 들어갔다.
사파테로는 2차 내각 명단을 발표하면서 그를 사회노동당(PSOE)의 “떠오르는 별”이라고 추켜세웠다. 군복무 경험이 없으며, 군사 문외한임에도, 사파테로 스페인 총리의 최측근이라서 국방장관으로 임명되었다고 한다.
젊은 여성 국방장관이 임명되자 보수신문 엘문도는 "스페인 군대의 전통적 가치와 문화를 붕괴시켰다. 이것은 '정치 마케팅(political marketing)'에 불과하다"고 맹비난했다.
카르메 차콘은 1999년 바르셀로나 시의원으로 당선되면서 정계에 입문했다. 2000년 총선에서 사회당 후보로 출마해 국회의원으로 당선되었다. 사파테로 1기 정부 후기에 주택부 장관을 지냈다. 2007년 사파테로 총리의 보좌관이었던 미겔 비로소와 결혼, 2008년 현재 첫 아이를 임신한 상태다.
스페인 군대는 여성에게 매우 배타적이어서, 여성의 입대를 1988년에서야 허용했으며, 2008년 여성 장군은 임명된 기록이 없다.

## 같이 보기
- 라발 대학교